# Warren Mears
Warren Mears est un personnage de fiction de télévision et de comic book de Buffy contre les vampires, interprété par Adam Busch. Son rôle dans la série est celui d'un antagoniste misogyne.

## Biographie fictive
Warren Mears a étudié au lycée de Sunnydale. Ensuite, il continue ses études dans une université de technologie à Dutton. En tant que nerd, il a été fréquemment humilié tout en grandissant (Rouge passion).

### Saison 5
Warren est d'abord présenté dans l'épisode de la saison cinq Chagrin d'amour comme un jeune homme seul qui construit une petite amie robotique pour avoir une compagnie sexuelle. Bien qu'April ait été conçue pour être la petite amie parfaite, Warren tombe amoureux d’une vraie fille, Katrina Silber, laisse April seule dans son dortoir et part. April le suit et essaye de tuer Katrina car elle est aussi programmée pour être jalouse. Warren essaie de s’enfuir avec Katrina sachant qu’elle le retrouverait. Buffy réussit alors à arrêter April grâce à une défaillance. Warren construit plus tard le Buffy robot pour Spike dans l'épisode La Quête.

### Saison 6
Dans la Saison six, Warren est le chef du « Trio », formé avec Jonathan Levinson et Andrew Wells et complotant pour prendre Sunnydale à travers la technologie et la magie. Au début lâche, mais relativement inoffensif, Warren commence à montrer des tendances plus maléfiques et misogynes lorsqu’il essaye d'avoir un rapport sexuel non consenti avec Katrina sous l’empire d’un charme mystique. Au moment où Katrina n’est plus sous son emprise et l'accuse de viol, il la tue accidentellement pendant qu'elle essaye de s'échapper (Esclave des sens). Bien qu’au commencement lui et ses associés du Trio sont égaux, Warren commence bientôt à dominer et diriger Jonathan et Andrew, finissant même par trahir Jonathan. Ses plans sont par la suite contrecarrés par Buffy, le propulsant dans une fureur meurtrière qui le pousse à tirer sur Buffy et son amie, Tara Maclay (Rouge passion). Quand Tara meurt, sa petite amie Willow Rosenberg sous le chagrin, devient une sorcière maléfique qui recherche, torture puis écorche Warren, (Les Foudres de la vengeance). Il s'avère que Willow brûle également le corps de Warren, mais dans Un long retour au bercail : Partie 4, il est indiqué que ce « tour disparaissant » est le travail d'Amy Madison, qui employa sa magie pour maintenir Warren vivant sans sa peau.

### Saison 7
Dans la septième saison, l'aspect de Warren est fréquemment utilisé par La Force, qui peut seulement prendre l'apparence des personnes mortes, pour manipuler Andrew afin qu'il tue Jonathan (Connivences). Dans Duel, Willow commence à prendre l'aspect et la personnalité de Warren après le baiser de Kennedy. Ceci est expliqué dans les comics comme une vengeance d’Amy et Warren.

### Dans les comics
Dans les comics de la saison huit (Un long retour au bercail, Warren devient le petit ami d’Amy Madison, tous les deux ayant vécu ensemble sous la Bouche de l'Enfer. Il est toujours sans peau et manifeste une hostilité considérable envers Willow et Buffy. Dans la partie quatre, il indique les moyens de sa survie pendant qu'il lobotomise Willow prisonnière. Quand Buffy et Satsu arrivent pour la délivrer, Amy se téléporte avec Warren. Dans Time of your Life, Amy et Warren attaque le QG des Tueuses en Écosse, tuant sept d'entre elles. Ils aident Twilight à traquer les Tueuses, les poussant à se réfugier au Tibet. Dans Crépuscule, Warren découvre la véritable identité de Twilight. Il est fait prisonnier avec Amy mais ils parviennent à s'échapper. Dans La Dernière Lueur, quand Buffy détruit la graine source de toute magie, Warren, alors dans un café avec Amy, meurt car le sort qui le maintenait en vie prend fin.

## Puissances et capacités
Bien que Warren ne montre aucun pouvoir surnaturel, il possède un niveau d’intelligence de génie, particulièrement dans la technologie de la robotique. Il est capable de construire des robots fortement avancés, qui peuvent même passer pour des humains ordinaires dans la société. Le Buffy Robot qu'il a construit passe pour la vraie Buffy Summers durant plusieurs semaines pendant que la vraie Tueuse était morte. Ses autres créations incluent un rayon d’invisibilité (La Femme Invisible) et au moins deux Jetpack (Rouge passion). Dans la saison huit, il montre également des connaissances en biologie pour exécuter une lobotomie (The Long Way Home).
Dans l'épisode Rouge passion, Warren gagne la puissance physique grâce aux globes de Nezzla'khan, lui accordant force et invulnérabilité surhumaines. Dans cet état, il est même capable de prendre le dessus sur Buffy, jusqu’à ce que Jonathan le trahisse en disant à Buffy de détruire les globes.

## Caractérisation
La principale caractéristique de Warren Mears est sa misogynie. Ses actes envers les femmes tout au long de la série indiquent une profonde haine du sexe féminin et un désir de faire du mal aux femmes, à la fois physiquement et sexuellement. 